# Endromopoda annulitarsis
Endromopoda annulitarsis är en stekelart som först beskrevs av William Harris Ashmead 1906.  Endromopoda annulitarsis ingår i släktet Endromopoda och familjen brokparasitsteklar. Inga underarter finns listade i Catalogue of Life.